# Armorial des communes de la province d'Asti
| Image | Nom de la commune et blasonnement                                                  |
| ----- | ---------------------------------------------------------------------------------- |
|       | Agliano Terme (Pas de source disponible pour le blasonnement en français)          |
|       | Albugnano (Pas de source disponible pour le blasonnement en français)              |
|       | Antignano (Pas de source disponible pour le blasonnement en français)              |
|       | Aramengo (Pas de source disponible pour le blasonnement en français)               |
|       | Asti (Pas de source disponible pour le blasonnement en français)                   |
|       | Azzano d'Asti (Pas de source disponible pour le blasonnement en français)          |
|       | Baldichieri d'Asti (Pas de source disponible pour le blasonnement en français)     |
|       | Belveglio (Pas de source disponible pour le blasonnement en français)              |
|       | Berzano di San Pietro (Pas de source disponible pour le blasonnement en français)  |
|       | Bruno (Pas de source disponible pour le blasonnement en français)                  |
|       | Bubbio (Pas de source disponible pour le blasonnement en français)                 |
|       | Buttigliera d'Asti (Pas de source disponible pour le blasonnement en français)     |
|       | Calamandrana (Pas de source disponible pour le blasonnement en français)           |
|       | Calliano (Pas de source disponible pour le blasonnement en français)               |
|       | Calosso (Pas de source disponible pour le blasonnement en français)                |
|       | Camerano Casasco (Pas de source disponible pour le blasonnement en français)       |
|       | Canelli (Pas de source disponible pour le blasonnement en français)                |
|       | Cantarana (Pas de source disponible pour le blasonnement en français)              |
|       | Capriglio (Pas de source disponible pour le blasonnement en français)              |
|       | Casorzo (Pas de source disponible pour le blasonnement en français)                |
|       | Cassinasco (Pas de source disponible pour le blasonnement en français)             |
|       | Castagnole Monferrato (Pas de source disponible pour le blasonnement en français)  |
|       | Castagnole delle Lanze (Pas de source disponible pour le blasonnement en français) |
|       | Castel Boglione (Pas de source disponible pour le blasonnement en français)        |
|       | Castel Rocchero (Pas de source disponible pour le blasonnement en français)        |
|       | Castell'Alfero (Pas de source disponible pour le blasonnement en français)         |
|       | Castellero (Pas de source disponible pour le blasonnement en français)             |
|       | Castelletto Molina (Pas de source disponible pour le blasonnement en français)     |
|       | Castello di Annone (Pas de source disponible pour le blasonnement en français)     |
|       | Castelnuovo Belbo (Pas de source disponible pour le blasonnement en français)      |
|       | Castelnuovo Calcea (Pas de source disponible pour le blasonnement en français)     |
|       | Castelnuovo Don Bosco (Pas de source disponible pour le blasonnement en français)  |
|       | Cellarengo (Pas de source disponible pour le blasonnement en français)             |
|       | Celle Enomondo (Pas de source disponible pour le blasonnement en français)         |
|       | Cerreto d'Asti (Pas de source disponible pour le blasonnement en français)         |
|       | Cerro Tanaro (Pas de source disponible pour le blasonnement en français)           |
|       | Cessole (Pas de source disponible pour le blasonnement en français)                |
|       | Chiusano d'Asti (Pas de source disponible pour le blasonnement en français)        |
|       | Cinaglio (Pas de source disponible pour le blasonnement en français)               |
|       | Cisterna d'Asti (Pas de source disponible pour le blasonnement en français)        |
|       | Coazzolo (Pas de source disponible pour le blasonnement en français)               |
|       | Cocconato (Pas de source disponible pour le blasonnement en français)              |
|       | Corsione (Pas de source disponible pour le blasonnement en français)               |
|       | Cortandone (Pas de source disponible pour le blasonnement en français)             |
|       | Cortanze (Pas de source disponible pour le blasonnement en français)               |
|       | Cortazzone (Pas de source disponible pour le blasonnement en français)             |
|       | Cortiglione (Pas de source disponible pour le blasonnement en français)            |
|       | Cossombrato (Pas de source disponible pour le blasonnement en français)            |
|       | Costigliole d'Asti (Pas de source disponible pour le blasonnement en français)     |
|       | Cunico (Pas de source disponible pour le blasonnement en français)                 |
|       | Dusino San Michele (Pas de source disponible pour le blasonnement en français)     |
|       | Ferrere (Pas de source disponible pour le blasonnement en français)                |
|       | Fontanile (Pas de source disponible pour le blasonnement en français)              |
|       | Frinco (Pas de source disponible pour le blasonnement en français)                 |
|       | Grana (Pas de source disponible pour le blasonnement en français)                  |
|       | Grazzano Badoglio (Pas de source disponible pour le blasonnement en français)      |
|       | Incisa Scapaccino (Pas de source disponible pour le blasonnement en français)      |
|       | Isola d'Asti (Pas de source disponible pour le blasonnement en français)           |
|       | Loazzolo (Pas de source disponible pour le blasonnement en français)               |
|       | Maranzana (Pas de source disponible pour le blasonnement en français)              |
|       | Maretto (Pas de source disponible pour le blasonnement en français)                |
|       | Moasca (Pas de source disponible pour le blasonnement en français)                 |
|       | Mombaldone (Pas de source disponible pour le blasonnement en français)             |
|       | Mombaruzzo (Pas de source disponible pour le blasonnement en français)             |
|       | Mombercelli (Pas de source disponible pour le blasonnement en français)            |
|       | Monale (Pas de source disponible pour le blasonnement en français)                 |
|       | Monastero Bormida (Pas de source disponible pour le blasonnement en français)      |
|       | Moncalvo (Pas de source disponible pour le blasonnement en français)               |
|       | Moncucco Torinese (Pas de source disponible pour le blasonnement en français)      |
|       | Mongardino (Pas de source disponible pour le blasonnement en français)             |
|       | Montabone (Pas de source disponible pour le blasonnement en français)              |
|       | Montafia (Pas de source disponible pour le blasonnement en français)               |
|       | Montaldo Scarampi (Pas de source disponible pour le blasonnement en français)      |
|       | Montechiaro d'Asti (Pas de source disponible pour le blasonnement en français)     |
|       | Montegrosso d'Asti (Pas de source disponible pour le blasonnement en français)     |
|       | Montemagno (Pas de source disponible pour le blasonnement en français)             |
|       | Montiglio Monferrato (Pas de source disponible pour le blasonnement en français)   |
|       | Moransengo (Pas de source disponible pour le blasonnement en français)             |
|       | Nizza Monferrato (Pas de source disponible pour le blasonnement en français)       |
|       | Olmo Gentile (Pas de source disponible pour le blasonnement en français)           |
|       | Passerano Marmorito (Pas de source disponible pour le blasonnement en français)    |
|       | Penango (Pas de source disponible pour le blasonnement en français)                |
|       | Piea (Pas de source disponible pour le blasonnement en français)                   |
|       | Pino d'Asti (Pas de source disponible pour le blasonnement en français)            |
|       | Piovà Massaia (Pas de source disponible pour le blasonnement en français)          |
|       | Portacomaro (Pas de source disponible pour le blasonnement en français)            |
|       | Quaranti (Pas de source disponible pour le blasonnement en français)               |
|       | Refrancore (Pas de source disponible pour le blasonnement en français)             |
|       | Revigliasco d'Asti (Pas de source disponible pour le blasonnement en français)     |
|       | Roatto (Pas de source disponible pour le blasonnement en français)                 |
|       | Robella (Pas de source disponible pour le blasonnement en français)                |
|       | Rocca d'Arazzo (Pas de source disponible pour le blasonnement en français)         |
|       | Roccaverano (Pas de source disponible pour le blasonnement en français)            |
|       | Rocchetta Palafea (Pas de source disponible pour le blasonnement en français)      |
|       | Rocchetta Tanaro (Pas de source disponible pour le blasonnement en français)       |
|       | San Damiano d'Asti (Pas de source disponible pour le blasonnement en français)     |
|       | San Giorgio Scarampi (Pas de source disponible pour le blasonnement en français)   |
|       | San Martino Alfieri (Pas de source disponible pour le blasonnement en français)    |
|       | San Marzano Oliveto (Pas de source disponible pour le blasonnement en français)    |
|       | San Paolo Solbrito (Pas de source disponible pour le blasonnement en français)     |
|       | Scurzolengo (Pas de source disponible pour le blasonnement en français)            |
|       | Serole (Pas de source disponible pour le blasonnement en français)                 |
|       | Sessame (Pas de source disponible pour le blasonnement en français)                |
|       | Settime (Pas de source disponible pour le blasonnement en français)                |
|       | Soglio (Pas de source disponible pour le blasonnement en français)                 |
|       | Tigliole (Pas de source disponible pour le blasonnement en français)               |
|       | Tonco (Pas de source disponible pour le blasonnement en français)                  |
|       | Tonengo (Pas de source disponible pour le blasonnement en français)                |
|       | Vaglio Serra (Pas de source disponible pour le blasonnement en français)           |
|       | Valfenera (Pas de source disponible pour le blasonnement en français)              |
|       | Vesime (Pas de source disponible pour le blasonnement en français)                 |
|       | Viale (Pas de source disponible pour le blasonnement en français)                  |
|       | Viarigi (Pas de source disponible pour le blasonnement en français)                |
|       | Vigliano d'Asti (Pas de source disponible pour le blasonnement en français)        |
|       | Villa San Secondo (Pas de source disponible pour le blasonnement en français)      |
|       | Villafranca d'Asti (Pas de source disponible pour le blasonnement en français)     |
|       | Villanova d'Asti (Pas de source disponible pour le blasonnement en français)       |
|       | Vinchio (Pas de source disponible pour le blasonnement en français)                |